# Wefensleben
Wefensleben è un comune tedesco di 1 681 abitanti situato nel land della Sassonia-Anhalt.